# Карразеда-ди-Ансиайнш (район)
Карразе́да-ди-Ансиа́йнш (порт. Carrazeda de Ansiães) — район (фрегезия) в Португалии, входит в округ Браганса. Является составной частью муниципалитета Карразеда-ди-Ансиайнш. По старому административному делению входил в провинцию Траз-уж-Монтиш и Алту-Дору. Входит в экономико-статистический субрегион Доуру, который входит в Северный регион. Население составляет 1605 человек на 2001 год. Занимает площадь 11,60 км².